# Provinz Mantua

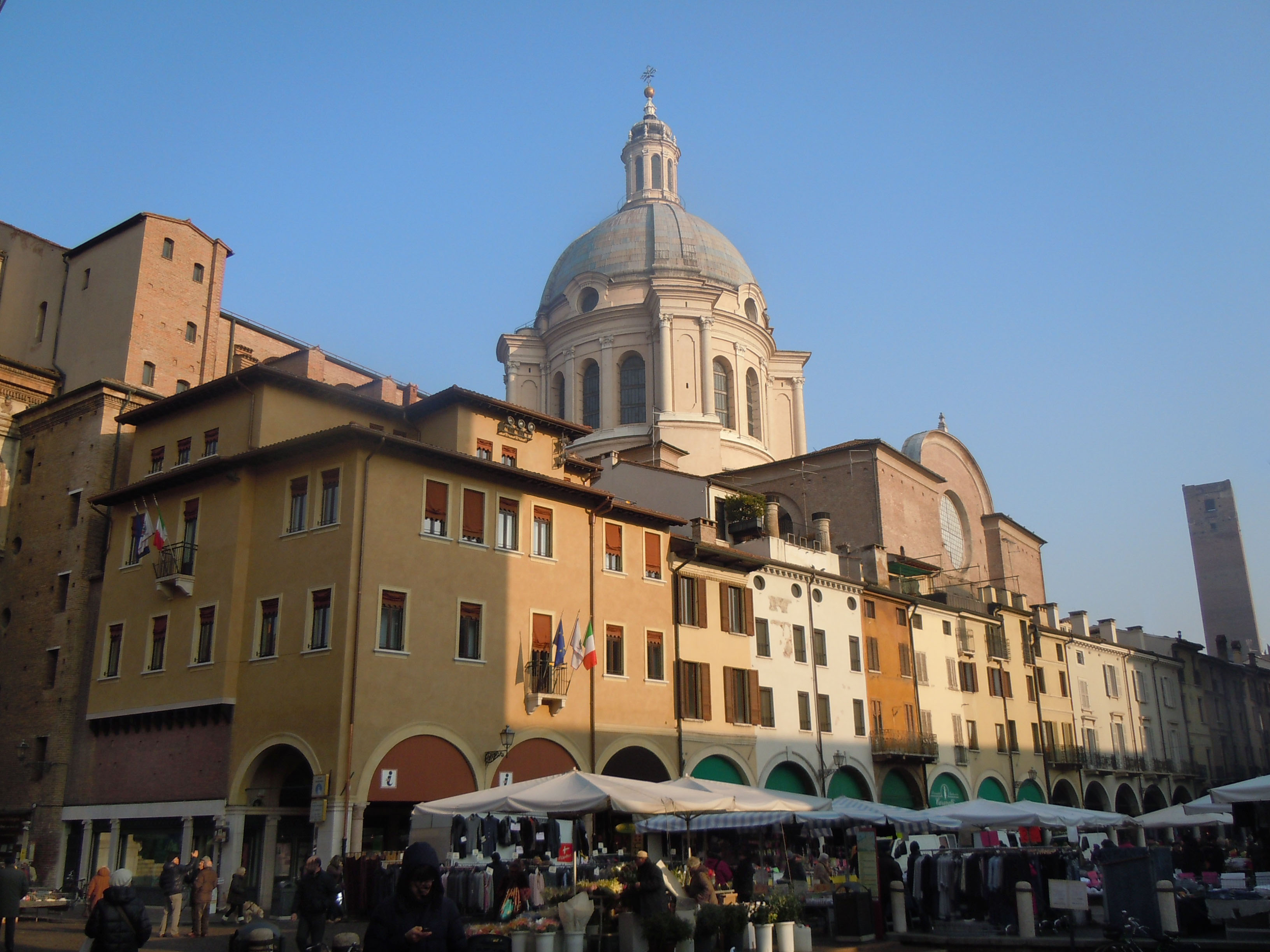
Palazzo della Cervetta in Mantua, Verwaltungssitz der Provinz Mantua

Lage der Provinz Mantua in der Region Lombardei

Die Provinz Mantua (italienisch Provincia di Mantova) ist eine italienische Provinz in der Region Lombardei. Zu ihren größten Gemeinden zählen Castiglione delle Stiviere, Curtatone, Porto Mantovano, Suzzara, Viadana und Virgilio.
Es besteht eine Kreispartnerschaft mit dem Kreis Paderborn.

## Größte Gemeinden
(Stand: 31. Dezember 2023)
| Gemeinde                   | Einwohner |
| -------------------------- | --------- |
| Mantua                     | 49.044    |
| Castiglione delle Stiviere | 23.815    |
| Suzzara                    | 21.146    |
| Viadana                    | 19.841    |
| Porto Mantovano            | 16.653    |
| Curtatone                  | 14.675    |
| Borgo Virgilio             | 15.074    |
| Castel Goffredo            | 12.763    |
| San Giorgio Bigarello      | 11,836    |
| Goito                      | 10.022    |
| Asola                      | 9876      |
| Gonzaga                    | 8.698     |
| Roverbella                 | 8.751     |
| Marmirolo                  | 7.646     |
| Volta Mantovana            | 7.221     |
| Sermide e Felonica         | 7.087     |
| Pegognaga                  | 6.866     |
| Roncoferraro               | 6.886     |
| San Benedetto Po           | 6.683     |
| Ostiglia                   | 6.663     |
| Poggio Rusco               | 6.511     |
| Marcaria                   | 6.393     |
| Guidizzolo                 | 6.014     |
| Bagnolo San Vito           | 5.929     |
| Moglia                     | 5.400     |
| Quistello                  | 5.272     |
| Rodigo                     | 5.171     |

## Karten
- Das Hertzogthum Mantua mit den angrentzenden Ländern. – 1750. Digitalisierte Ausgabe der Universitäts- und Landesbibliothek Düsseldorf
- Carte Nouvelle Du Duché De Mantoue : Levée par ordre Exprès à l’Usage des Armées en Italie, où sont Exactement Marqués les Grands Chemins, les Routes des Imperiaux etc. – Amsterdam : Cóvens et Mortier, ca. 1706. Digitalisierte Ausgabe der Universitäts- und Landesbibliothek Düsseldorf